# Pietro Luigi Speranza
Pietro Luigi Speranza, anche noto come Pier Luigi (Piario, 3 dicembre 1801 – Bergamo, 4 giugno 1879) è stato un vescovo cattolico italiano, vescovo di Bergamo dal 1853 fino alla morte.

## Biografia
Nato nel 1801 nella contrada Candrietti del comune di Piario (BG), era il sesto figlio di Francesco e da Maria Anna Fornoni. Nel 1818 entrò nel seminario di Bergamo. Fu allievo di Marco Celio Passi, Giuseppe Benaglio e Giovanni Brignoli, formandosi sotto l'egida del vescovo Pietro Mola. Divenne dapprima suddiacono e poi diacono il 12 giugno 1824, e ricevette l'ordinazione sacerdotale il 18 settembre. Nel 1830 fu nominato professore di teologia morale nel seminario del Collegio apostolico in cui egli stesso studiò, sulle basi teoriche ispirate a Sant'Ambrogio e San Carlo. Nel 1842 fu promosso a canonico penitenziere dal vescovo Carlo Gritti Morlacchi.
Fu nominato vescovo di Bergamo da papa Pio IX il 19 dicembre 1853.
Nel 1868 emise il decreto che riconosceva la Congregazione della Sacra Famiglia di Bergamo.
Uomo forte e severo, fu figura centrale del Risorgimento lombardo negli anni dell'Unità di Italia. Partecipò al Concilio Vaticano I. Il suo cenotafio, opera marmorea di Luigi Pagani, è custodito nel cimitero di Piario.

## Pubblicazioni
- Esposizione della dottrina cristiana in forma di catechismo per le chiese e le scuole della città e diocesi di Bergamo, Bergamo, 1855.

## Genealogia episcopale e successione apostolica
La genealogia episcopale è:
- Cardinale Scipione Rebiba
- Cardinale Giulio Antonio Santori
- Cardinale Girolamo Bernerio, O.P.
- Arcivescovo Galeazzo Sanvitale
- Cardinale Ludovico Ludovisi
- Cardinale Luigi Caetani
- Cardinale Ulderico Carpegna
- Cardinale Paluzzo Paluzzi Altieri degli Albertoni
- Papa Benedetto XIII
- Papa Benedetto XIV
- Papa Clemente XIII
- Cardinale Marcantonio Colonna
- Cardinale Giacinto Sigismondo Gerdil, B.
- Cardinale Giulio Maria della Somaglia
- Cardinale Carlo Odescalchi, S.I.
- Cardinale Costantino Patrizi Naro
- Vescovo Pietro Luigi Speranza

La successione apostolica è:
- Vescovo Pietro Carsana (1871)